# Navares de Ayuso
Navares de Ayuso es un municipio y localidad española de la provincia de Segovia, en la comunidad autónoma de Castilla y León. El término municipal tiene una población de 53 habitantes (INE 2024) y una superficie de 14,84 km².
Forma parte de los tres pueblos llamados Navares, próximos entre sí, junto con Navares de Enmedio y Navares de las Cuevas

## Geografía

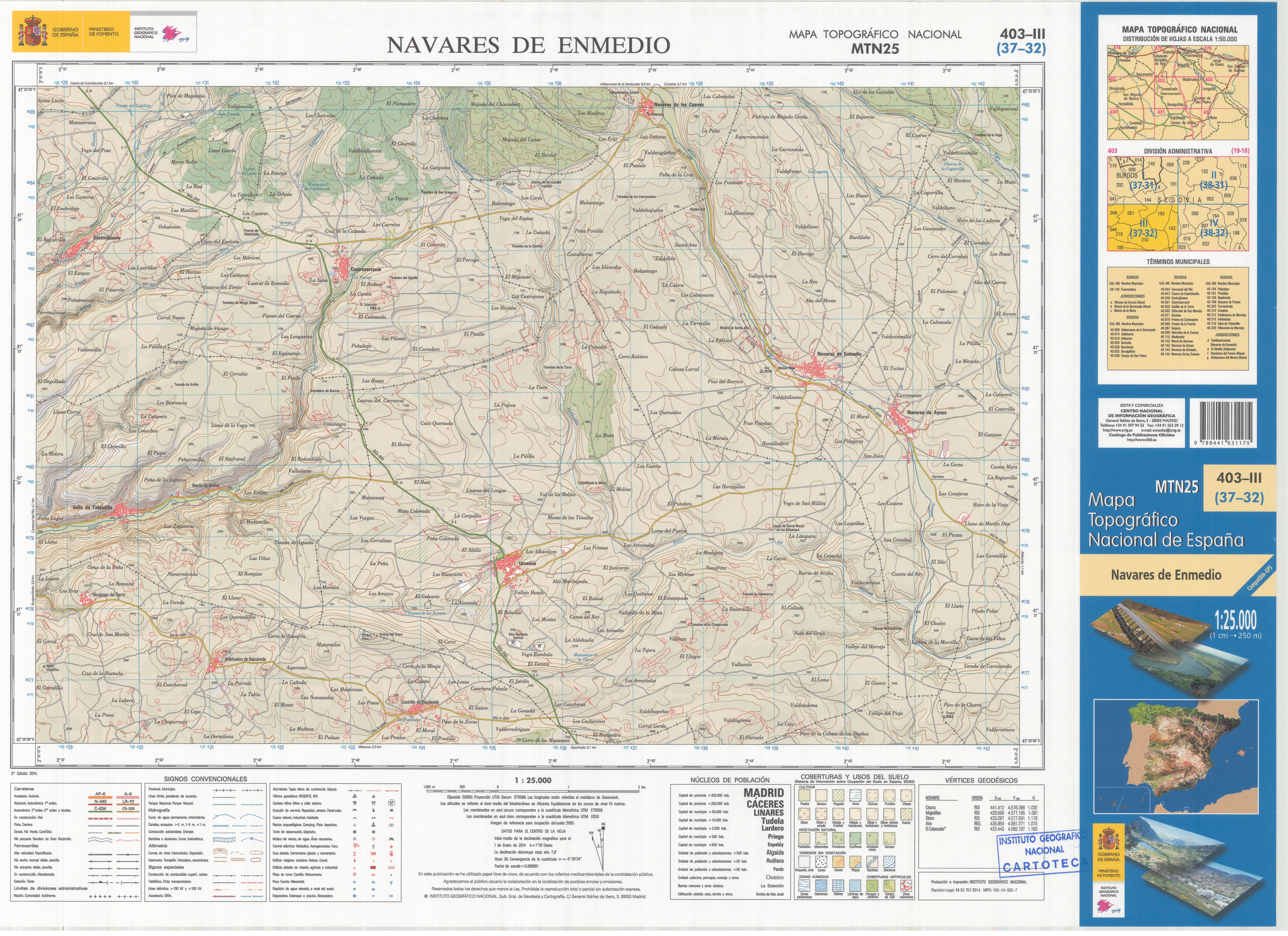
Fragmento de la hoja 403 del Mapa Topográfico Nacional de España de 2014 en el que se representa parte de Navares de Ayuso

| Noroeste: Navares de Enmedio | Norte: Encinas                        | Noreste: Encinas        |
| Oeste: Navares de Enmedio    |                                       | Este: Encinas, Aldeonte |
| Suroeste: Urueñas            | Sur: enclave de El Olmillo (Aldeonte) | Sureste: Barbolla       |

## Historia
El territorio es repoblado durante la Reconquista por la Comunidad de Villa y Tierra de Sepúlveda, quedando encuadrada dentro del Ochavo de las Pedrizas y Valdenavares.

## Demografía
Cuenta con una población de 53 habitantes (INE 2024).
| Gráfica de evolución demográfica de Navares de Ayuso entre 1842 y 2021                                                |
| |
| Población de derecho según los censos de población del INE. Población de hecho según los censos de población del INE. |

## Administración y política
| Periodo   | Nombre                      | Partido | Partido   |
| --------- | --------------------------- | ------- | --------- |
| 1979-1983 | Ignacio Calvo de Frutos     |         | UCD       |

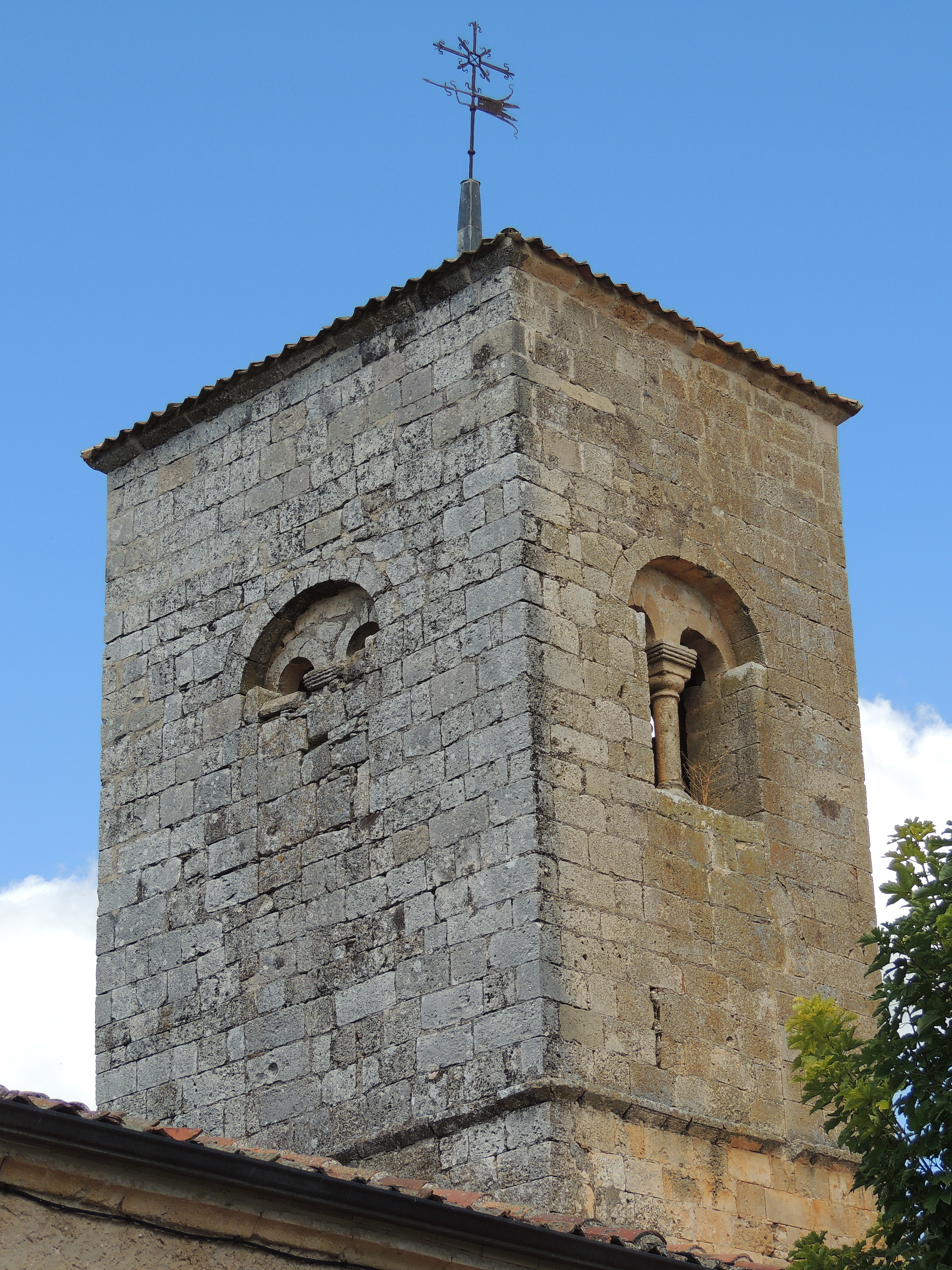
Torre de la iglesia

| 1983-1987 | Jesús Bartolomé Bartolomé   |         | AP-PDP-UL |
| 1987-1991 | Basilio Redondo Bartolomé   |         | PSOE      |
| 1991-1995 | Paulino de Frutos Bartolomé |         | PP        |
| 1995-1999 | Paulino de Frutos Bartolomé |         | PP        |
| 1999-2003 | Paulino de Frutos Bartolomé |         | PP        |
| 2003-2007 | Alfredo Alonso Cano         |         | PP        |
| 2007-2011 | Carlos Guijarro Redondo     |         | PSOE      |
| 2011-2015 | Carlos Guijarro Redondo     |         | PSOE      |
| 2015-2019 | Carlos Guijarro Redondo     |         | PSOE      |
| 2019-2023 | Carlos Guijarro Redondo     |         | PSOE      |
| 2023-act. | Carlos Guijarro Redondo     |         | PSOE      |

## Vecinos ilustres

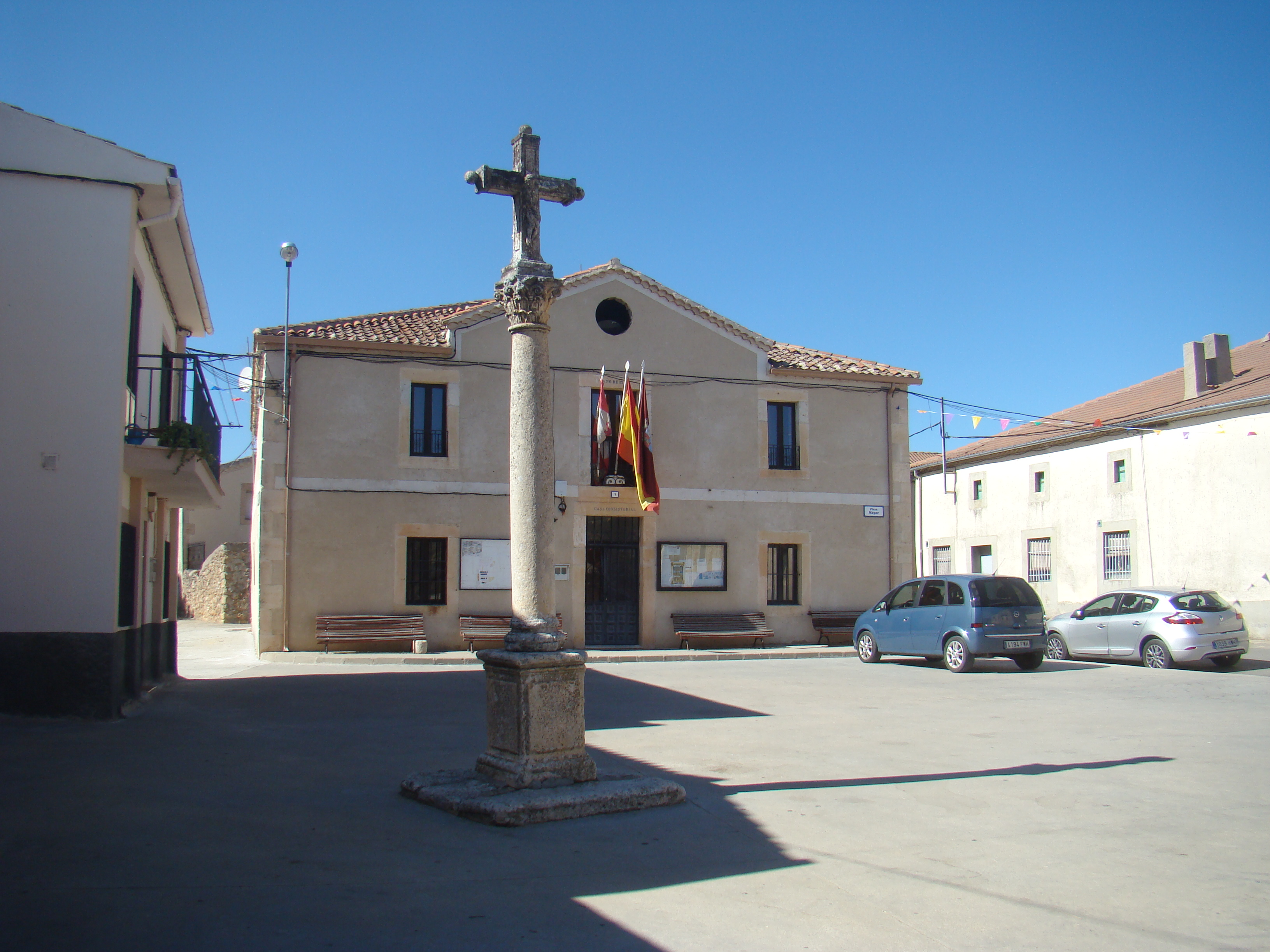
Casa consistorial